# Waynesfield, Ohio
Waynesfield là một làng thuộc quận Auglaize, tiểu bang Ohio, Hoa Kỳ. Năm 2010, dân số của làng này là 847 người.